# Eleni Möller-Architektonidou
Eleni Möller-Architektonidou (* 1996 in Frankfurt am Main) ist eine deutsche Synchronsprecherin.

## Leben
Eleni Möller-Architektonidou wuchs in Griechenland auf. Sie begann ein Schauspielstudium, das sie aber nicht abschloss. Sie verschickte stattdessen selbstproduzierte Demos und wurde bei einem Casting entdeckt. Möller-Architektonidou wurde ab 2017 in München als Synchronsprecherin für Anime- und Cartoonfilmen tätig. Sie sprach die Figur „Sunny Madison“ in der Serie Rainbow High und den Zwerg „Leo“ in der Serie One Piece. An realen Figuren sprach sie die Teenagerin „Goldie“ in der Serie Goldies Oldies und „Samy“ in Die Astronauten.

## Synchronisation (Auswahl)

### Serien
- 2018: Manami Aiba in My Hero Academia
- 2019: Leo in One Piece
- 2019–2021: Momiji Soma in Fruits Basket
- 2020: Shuka Karino in Darwin’s Game
- 2020: Sunny Madison in Rainbow High
- 2020: Samantha Sawyer-Wei in Die Astronauten
- 2021: Goldie in Goldie’s Oldies
- 2021: Mei Kamino in Godzilla Singular Point
- 2022: Edwina Sharma in Bridgerton
- 2023: Navy CIS für Jaclyn Aimee als Esme
- 2023: Navy CIS: L.A. für Dalia Rooni als Riffat Murad
- 2023: Ulti in One Piece
- 2024: Zombie 100 – Bucket List of the Dead als Beatrix Amerhauser

### Filme
- 2019: Marie in Girls und Panzer: Das Finale – Teil 1
- 2019: blaues Mädchen in Liz und der Blaue Vogel
- 2021: Ms. Direct in L.O.L. Surprise: Der Film

### Videospiele
- 2021: Yuffie in Final Fantasy VII Remake
- 2021: Schlumpfine in Die Schlümpfe: Mission Blattpest
- 2022: Neon in Valorant
- 2022: Zeri in League of Legends
- 2022: Yasmine Tazi in Return to Monkey Island
- 2024: Yuffie in Final Fantasy VII Rebirth